# Маски скорби: Европа — Азия
«Ма́ски ско́рби: Евро́па — А́зия» — бронзовый мемориал в Екатеринбурге (12-й километр Московского тракта) на месте массового захоронения жертв политических репрессий. Открыт 20 ноября 2017 года. Скульптор — Эрнст Неизвестный. Это второй из трёх монументов «Треугольника скорби». Два других должны были быть возведены в Магадане (установлен в 1996 году) и в Воркуте (не установлен). Создание памятника затянулось более, чем на 27 лет. В ходе этого времени несколько раз меняли место установки, размер памятника и материал. В итоге он был установлен формально в черте Екатеринбурга, но в нескольких километрах от городской жилой застройки и от остановок городского общественного транспорта. Пешеходной дорожки от городской жилой застройки до мемориала также нет.
«Маски скорби» подвергались критике в СМИ и со стороны общественности Екатеринбурга как на стадии проекта, так и после установки.

## Предыстория

Модель нереализованного проекта мемориала на 12-м километре Московского тракта. Автор — художник Иван Белокрылов, репрессированный в 1949 году

Модель Мемориала на 12-м километре Московского тракта (макет в Художественном музее Эрнста Неизвестного, авторы — В. А. Демидов, А. Л. Булыгин и Д. М. Фогель)

На 12-м километре Московского тракта (трасса, соединяющая Екатеринбург (Свердловск) и Первоуральск) в 1930-е годы происходили массовые захоронения лиц, расстрелянных советскими органами. На месте не было никаких опознавательных знаков. Территория захоронения в черту Свердловска, а затем Екатеринбурга не входила. В качестве могил использовались шурфы, выкопанные ещё до 1917 года, в результате чего при эксгумации в 90-х годах XX века большинство останков было найдено в вертикальном положении. Документальный план захоронения так никогда и не обнаружили.
В 1968 году на 12-м километре строили спортивную базу «Динамо» и наткнулись на останки захороненных. Управление КГБ по Свердловской области в письме от 28 ноября 1990 года сообщало, что Свердловский горисполком принял решение признать это место «официальным кладбищем, где будет установлен памятник жертвам политических репрессий». В 1991 году прокуратура Свердловской области провела выборочную эксгумацию и определила приблизительную площадь захоронения — 75 гектар. В 1992 году найденные останки 31 человека там же перезахоронили в братскую могилу.
В 1990-е годы на 12-м километре на средства администрации Екатеринбурга и на частные пожертвования создали мемориальный комплекс. 26 октября 1996 года открыли первую очередь мемориала, а в 1999—2000 годы вторую и третью. Не всем родственникам репрессированных обустройство мемориала понравилось. Владислав Тарик, сын расстрелянного в январе 1939 года Владимира Тарика, в 2017 году так характеризовал обустройство мемориального комплекса:

мемориал на 12 километре Московского тракта, где захоронены расстрелянные свердловчане, становится все более обезличенным. Прямо на месте захоронений прокладывают дорожки, делают псевдомогилы
В 2018 году, после выхода книги А. И. Ракитина о серийном убийце Винничевском (также захороненном на 12-м километре Московского тракта), выяснилось, что преступник был близко знаком с семьей Эрнста Неизвестного, и учился с ним в одном классе. После чего в отношении скульптора были выдвинуты необоснованные обвинения в том, что изначальной целью композиции была «дань памяти однокласснику» а не жертвам политических репрессий.
К мемориалу ежегодно в День памяти жертв политических репрессий приезжают родственники репрессированных на поминовение и возложение цветов.

## История создания

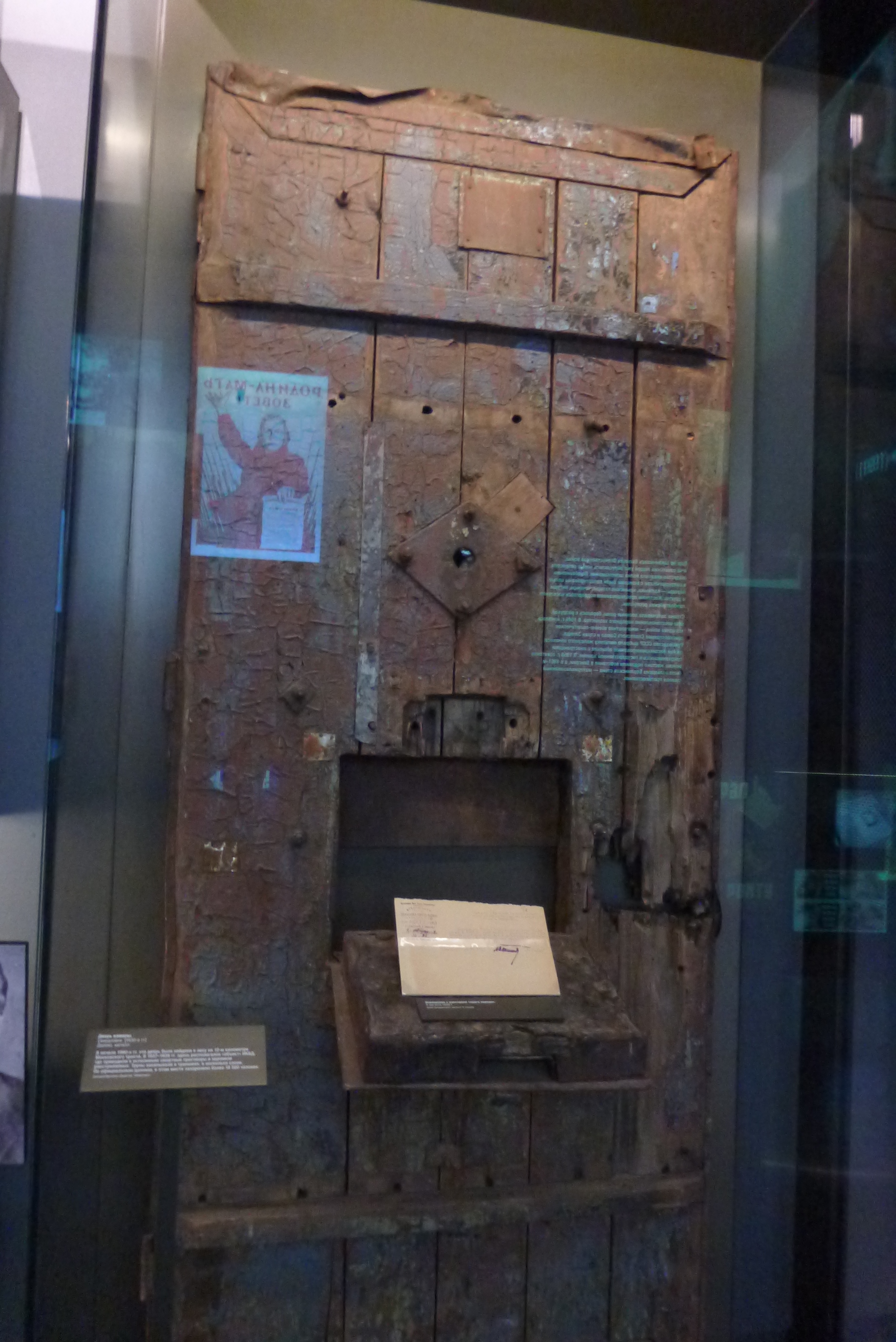
Дверь камеры, найденная на 12 километре Московского тракта, в экспозиции Ельцин-центра (1930-е годы, металл, дерево)

Создание памятника затянулось более, чем на 27 лет. За это время проект несколько раз кардинально меняли: размер (уменьшили с 15 метров до 3 метров), материал (гранит — чугун — бронза), форма (от горельефа к скульптуре), место расположения. Рабочую модель памятника перевозили из Екатеринбурга в Челябинск, потом обратно. Лишь в октябре 2017 года памятник в сильно изменённом (по сравнению с проектом 1990 года) виде был торжественно открыт за чертой Екатеринбурга.

### Первоначальный проект (1990—1993 годы)
Эрнст Неизвестный родился и учился в Свердловске (ныне Екатеринбург). После отъезда из СССР скульптор длительное время не посещал Свердловск. С началом Перестройки Неизвестный смог вернуться в СССР. 22 апреля 1990 года Неизвестный посетил Свердловск по предложению общественной организации «Мемориал».
В конце 1988 — начале 1989 годов глава Свердловского общества «Мемориал» Игорь Шварц предложил на собрании общества обратиться к Эрнсту Неизвестному с просьбой создать памятник репрессированным. Первые эскизные модели памятника Неизвестный сделал в конце 1989 года в США.
24 апреля 1990 года между Э. Неизвестным и заказчиками в лице Свердловского горисполкома и Свердловского «Мемориала» был заключён авторский договор на установку художественного произведения «Мемориал Жертвам сталинских репрессий» в виде горельефа из гранита высотой 15 метров. Неизвестный должен был предоставить заказчикам эскиз не позднее 1 июля 1990 года и рабочую модель не позднее 1 октября того же года. За эту работу Неизвестному полагались авторский гонорар в размере 700 тысяч долларов и компенсация «командировочных и других расходов». Фактически же Неизвестный должен был по договору работать бесплатно. Пункт 10 договора гласил, что Неизвестный передаёт в дар всю сумму вознаграждения в «фонд сооружения мемориала жертвам репрессий в г. Свердловске».
Для работы Неизвестному было разрешено приезжать в закрытый тогда для иностранцев Свердловск. 18 июля 1990 года Генеральный штаб Вооружённых сил СССР сообщил Председателю Свердловского городского совета народных депутатов Ю. В. Самарину, что не имеет возражений против «периодических посещений в 1990—1991 годах гражданином США Неизвестным Э. И. г. Свердловска» (с уточнением, что «конкретное время посещений необходимо согласовывать установленным порядком»).
Неизвестный планировал установить скульптуру у свердловского Дворца молодежи. В январе 1991 года художник В. Игнатьев предложил установить памятник на 12-м километре Московского тракта. Но тогда это предложение принято не было.
Распад СССР привёл к тому, что начались проблемы с финансированием. Власти России выделили 1,4 млн рублей (в декабре 1991 года) — пятую часть необходимых средств. Решение о выделении этой суммы подписал Геннадий Бурбулис. Эти деньги поступали, по словам главы Свердловского «Мемориала» Анны Пастуховой на счёт горсовета, а не на специальный счёт фонда, который финансировал проект. Кроме того, были пожертвования от спонсоров, граждан, сборы с благотворительных концертов. С началом работ тянули — до 30 марта 1992 года по словам Анны Пастуховой деньги не начинали тратить. Неудивительно, что выделенные российской властью деньги в условиях инфляции 1992—1993 годов быстро обесценились. За это время в Екатеринбурге сменилась власть — новым главой города стал Аркадий Чернецкий
Собранных средств хватило лишь на 50 гранитных блоков (требовалось 3500 блоков). Блоки готовили на Сибирском карьере в 1993 году.

### Борьба в Екатеринбурге против памятника и заморозка проекта (1993 год)
В начале 1993 года против памятника началась борьба части общественности Екатеринбурга. 25 января 1993 года архиепископ Екатеринбургский и Курганский Мелхиседек обратился с письмом в Екатеринбургский городской совет и в «средства массовой информации». В письме владыка выступил резко против сооружения памятника.
Мелхиседек писал:

Зададимся вопросом, — культурные традиции какого народа и сакральную практику какого народа представляет «дар» художника Неизвестного? Мы не знаем такого народа! — если не считать отдельным народом отдельных художников в сговоре с отдельными чиновниками
Возведение памятника с такими художническими изысками не укоренёнными ни в какой духовной традиции, столь же неуместно, как, к примеру, празднование фестиваля на кладбище.

Этот памятник равно оскорбляет религиозные чувства любого народа любой конфессии, которые оказались жертвами тоталитарного геноцида
Мелхиседек отметил, что такой памятник является «частным делом художника и тех чиновников, которые хотят нам его навязать» и поэтому может «быть размещён на частной территории и построен на частные средства, а не на средства налогоплательщиков».
Мелхиседеку не понравилось следующее:
- Большинство погибших в ходе репрессий составляли православные. Для православных Мелхисидек «единственно канонической и традиционной формой памятника убиенным» считал храм, часовню и крест;
- Название памятника. Монумент Неизвестного был посвящён жертвам сталинских репрессий. По мнению Мелхиседека, из этого следовало, что «либо досталинских репрессий не было вообще, либо жертвы досталинских репрессий не заслуживают памяти».

Обращение Мелхиседека подтолкнуло общественную кампанию против проекта Неизвестного. 6 февраля 1993 года появилось коллективное обращение общественников против установки памятника под названием «Кощунство!», которое было адресовано депутатам Екатеринбургского городского совета и «гражданам города Екатеринбурга». Авторы обращения указывали на следующее:
- Памятники погибшим ставит народ, а не скульптор. Поэтому нужно было провести более широкое общественное обсуждение;
- Указывалось, что «русские вымирают» и на фоне этого городской бюджет собирается отдать «последние средства на дорогостоящий мемориал»;
- Перенос памятника из Германии в Екатеринбург (в коллективном письме отмечалось, что этот памятник «намечалось поставить в Германии, да вот теперь предлагается России») означает, что в Россию отправляют «не только отходы промышленности, но — и искусства»

Обращение подписали 17 человек: 15 общественников, 1 журналист и 1 чиновник (Уполномоченный Администрации Свердловской области по делам религиозных организаций В. П. Смирнов). Среди общественников были члены Союза художников России, член Екатеринбургского союза художников, один казак, а также Председатель Екатеринбургской городской Ассоциации жертв политических репрессий.
В марте 1993 года в Екатеринбурге вышла газета «Глагол» под девизом «Духовная оккупация не пройдёт!». На первой полосе этого издания был размещён портрет Эрнста Неизвестного, из глаз которого падали головы сторонников установки памятника.
Коллаж сопровождала надпись:

Если это памятник жертвам, то почему жертвы плачут головами. Если это памятник палачам, то в Екатеринбурге их уже и так достаточно…
Шёл сбор подписей против памятника под девизом:

Наших детей лишают парка у Дворца молодежи… Мы голодаем, а власти собираются тратить деньги на строительство чудовищного монумента
Часть общественников вступилась за памятник. Председатель Екатеринбургского союза художников Российской Федерации Вениамин Степанов и заслуженный художник Виталий Волович подписали обращение, в котором отмечалось, что проект Неизвестного — это «условный, обобщённый образ всечеловеческой скорби, где главное — человек, а не религиозные или национальные признаки».
Неизвестный скорректировал первоначальный вариант проекта — убрал неканонический образ креста, который должен был находиться во внутренней стороны маски.
Судьбу проекта по официальной версии решило отсутствие средств. Администрация Екатеринбурга сообщила, что «соглашение, заключённое ещё в 1990 году, не было реализовано в первую очередь в связи с финансовыми реалиями, возникшими после 1992 года». Глава Свердловского «Мемориала» Анна Пастухова в 2017 году высказала мнение, что установке памятника мешали ветераны КГБ, которые находились на почётных пенсиях и сплотились, чтобы не допустить появления монумента.

### Второй проект (2003 год)

Маска скорби в Магадане

12 июня 1996 года на одной из сопок Магадана в одной из «точек» «Треугольника скорби» открыли 15-метровую Маску скорби работы Эрнста Неизвестного. Однако в Екатеринбурге проект памятника жертвам репрессий в 1990-е годы оставался замороженным.
В 2003 году директор Екатеринбургского художественного фонда Сергей Титлинов и глава Администрации губернатора Свердловской области Вениамин Голубицкий уговорили Неизвестного возобновить проект, но со следующими изменениями:
- Вместо гранита — чугун;
- Место установки — напротив Екатеринбургского музея изобразительных искусств в Историческом сквере Екатеринбурга;
- Уменьшение размера.

Областная администрация в одностороннем порядке включила в договор два пункта:
- Неизвестный передаёт авторские права Уральской трубной компании;
- Уральская трубная компания на свои средства возводит памятник.

Неизвестный отказался и его представитель Михаил Петров подал в суд, который обязал Екатеринбургский художественный фонд вернуть скульптору рабочую модель.

### Третий «челябинский» проект
В 2004 году Неизвестный обратился к губернатору Челябинской области Петру Сумину с предложение об установке на территории региона скульптурной композиции (она называлась «Маски: Европа и Азия»). Министр культуры Челябинской области В. Н. Макаров дал гарантийное письмо (датировано 21 декабря 2004 года), в котором сообщал, что предложение об установке памятника в Челябинске поддержано губернатором и главой Челябинска Вячеславом Тарасовым. В июне 2006 года с помощью судебных приставов рабочую модель перевезли из Екатеринбурга в Челябинск и поместили в Челябинский областной краеведческий музей. Открытие было запланировано на конец 2006 года. Предприятие «Челябинск-Мрамор» должно было бесплатно предоставить мрамор, а часть работ собирались провести в Нижнем Тагиле. Однако в Челябинске проект отложили. Только в 2013 году администрация Челябинска выпустила распоряжение об установке памятника на Площади Павших революционеров. Установить монумент там планировали к лету 2014 года, причем администрация города должна была оплатить благоустройство места, а сам монумент собирались создавать на собранные средства.
В Челябинске также началась общественная кампания против установки памятника. В начале 2015 года против памятника выступили члены Челябинского областного отделения КПРФ. Кроме того, не удалось собрать частные деньги на памятник. Представитель Эрнста Неизвестного Михаил Петров заявил в 2015 году следующее:

Челябинские бизнесмены не поддержали этот проект. Не нашлось спонсора, который бы выделил 9 млн руб. и отлил скульптуру. В 2013 году администрация Челябинска выделила землеотвод на площади Павших Революционеров, была проделана огромная работа. Однако по специфике проекта финансировать отливку из бюджета было неправильно. Претензий у автора к руководству Челябинской области нет, это только к южноуральцам претензии
Челябинский вариант «Маски скорби» представлял собой стилизованное лицо человека, из глаз которого текут «слёзы» в виде маленьких масок. Правый глаз «Маски» планировалось сделать в виде окна с решёткой. Внутри «Маски» должна была находиться копия типичной тюремной камеры.

### Четвёртый (осуществлённый) проект (2015—2017 годы)

Гипсовая модель Масок скорби в Художественном музее Эрнста Неизвестного

В 2013 году на открытии музея Эрнста Неизвестного в Екатеринбурге подняли вопрос об установке «Масок скорби» в Екатеринбурге. 9 апреля 2015 года на 12-м километре Московского тракта заложили памятный камень на месте установки будущего монумента. В основание памятного камня поместили землю из двух городов «Треугольника скорби» — Воркуты и Магадана. На закладке памятного камня присутствовали представитель Эрнста Неизвестного Михаил Петров и глава Администрации Екатеринбурга Александр Якоб.
С Эрнстом Неизвестным Администрация Екатеринбурга подписала договор, который значительно менял проект:
- Материал — бронза;
- Высота — 3 метра.

Шесть фрагментов гипсовой модели «Масок скорби» (каждая по 700 килограмм) 24 апреля 2015 года вернули из Челябинска в Екатеринбург. Памятник должны были установить до конца 2015 года. Однако проект опять завис. За это время умер Эрнст Неизвестный. Отливкой памятника занялась небольшая (штат 15 человек) литейная мастерская Ивана Дубровина:
С января 2017 года в литейной мастерской Ивана Дубровина началась установка первой маски. Создание памятника оплатили власти Свердловской области. Из областного бюджета было выделено властям Екатеринбурга 25 млн рублей: 12 млн рублей на отливку памятника, а остальные 13 млн рублей на благоустройство мемориала, где его установили:

## Торжественное открытие

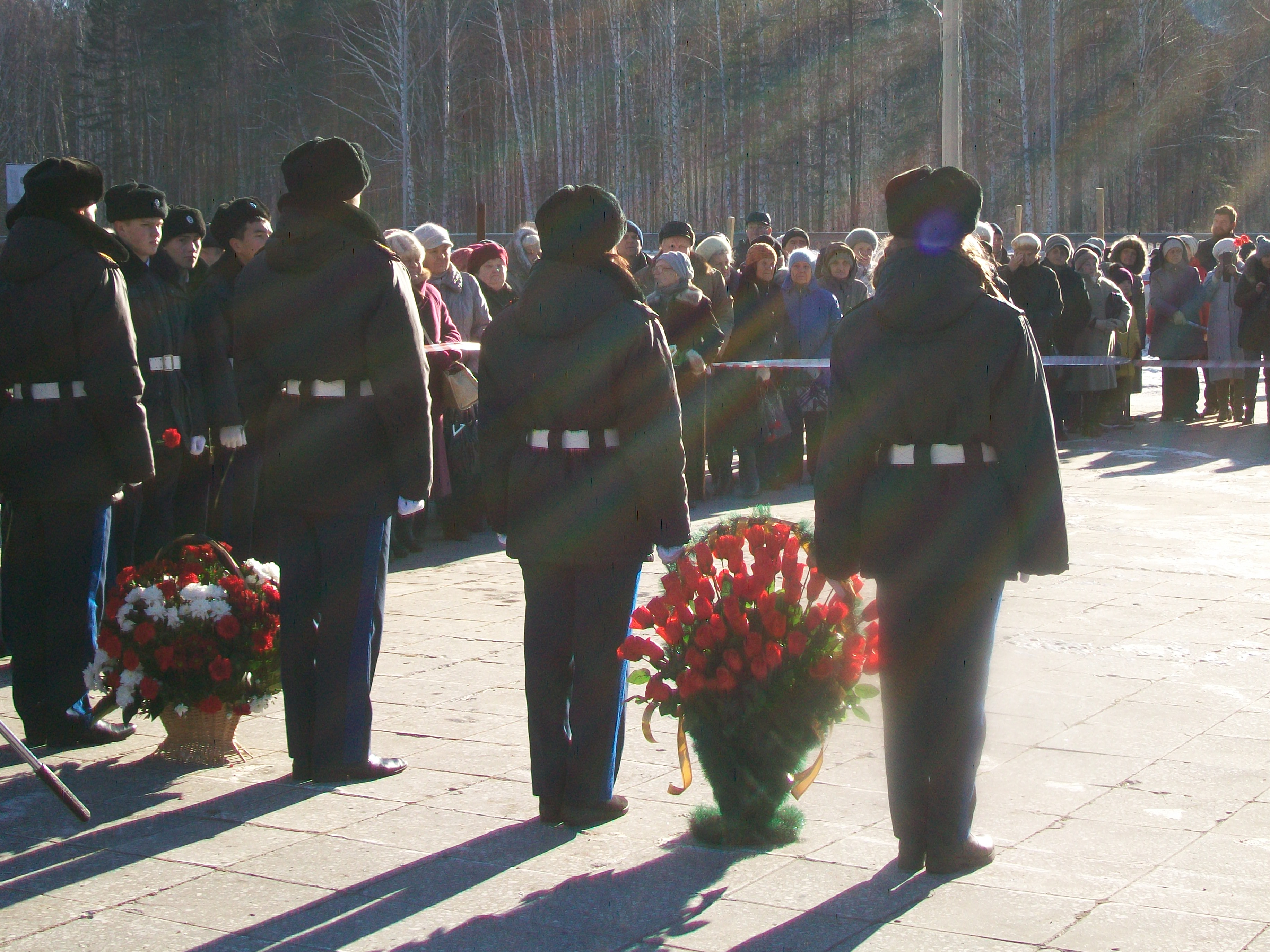
Полицейские перед возложением цветов на Мемориале 29 октября 2017 года

20 ноября 2017 года памятник был торжественно открыт. На открытии выступили губернатор Свердловской области Евгений Куйвашев, бывший Уполномоченный по правам человека в Российской Федерации Владимир Лукин, председатель президентского Совета по правам человека Михаил Федотов, экс-губернатор Свердловской области Эдуард Россель и бывший начальник Свердловского психоневрологического госпиталя ветеранов войн Семён Спектор.
На открытии выступил викарий Екатеринбургской епархии епископ Среднеуральский Евгений (Кульберг). Не упоминая о позиции Мелхиседека, Евгений приветствовал открытие монумента в следующих выражениях:

Мы собрались на месте, пропитанном кровью и усыпанном костями таких же, как мы, некогда живых людей. Они жили, любили, строили свою страну, растили детей и не собирались умирать. И когда они стояли на краю земляной ямы, и их жизнь оборвалась на этом самом месте, никто этого не предполагал. Не от стихийного бедствия, не от несчастного случая, не от болезни, а волею и рукою таких же людей, как они, водимых некими идеями, стремящихся к неким идеалам. Священное Писание дает абсолютную оценку человеческим идеям и человеческим идеалам. Всякое дерево познается по плоду. Доброе дерево дает добрый плод, а злое — дает плод злой. Сегодня мы можем дать оценку тем идеям, идеалам и стремлениям, которыми люди сотнями тысяч следовали прошедшим столетием. Сегодня мы стоим на поле, усеянном этими плодами общества, которое пыталось выбросить заповеди Божии и нравственные законы из сознания граждан. Вот плод. Этот монумент стал видимым воплощением боли, скорби и зла.

## Описание памятника и его месторасположение

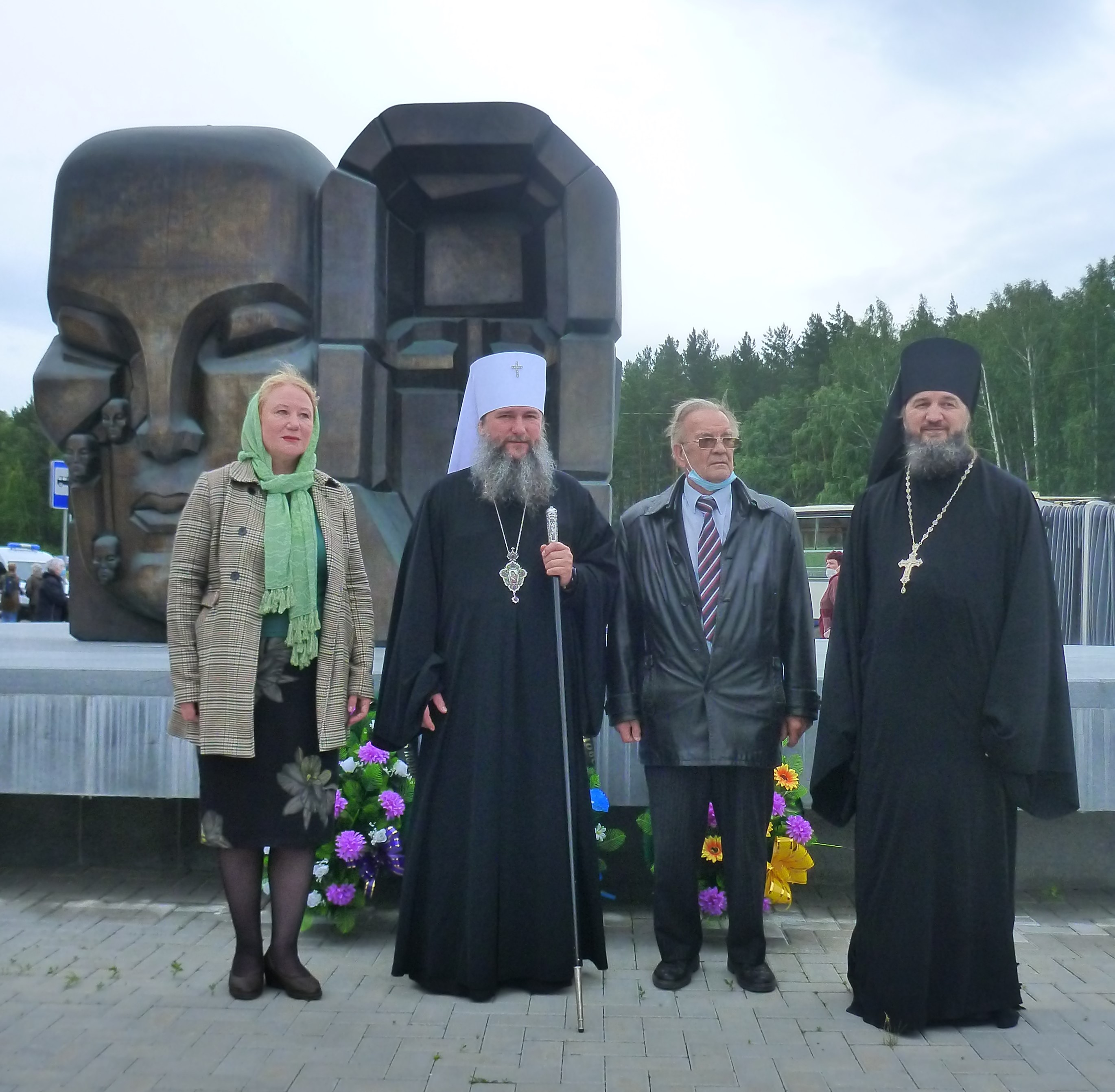
Митрополит Евгений (Кульберг) у «Масок скорби», 19 июня 2021 года

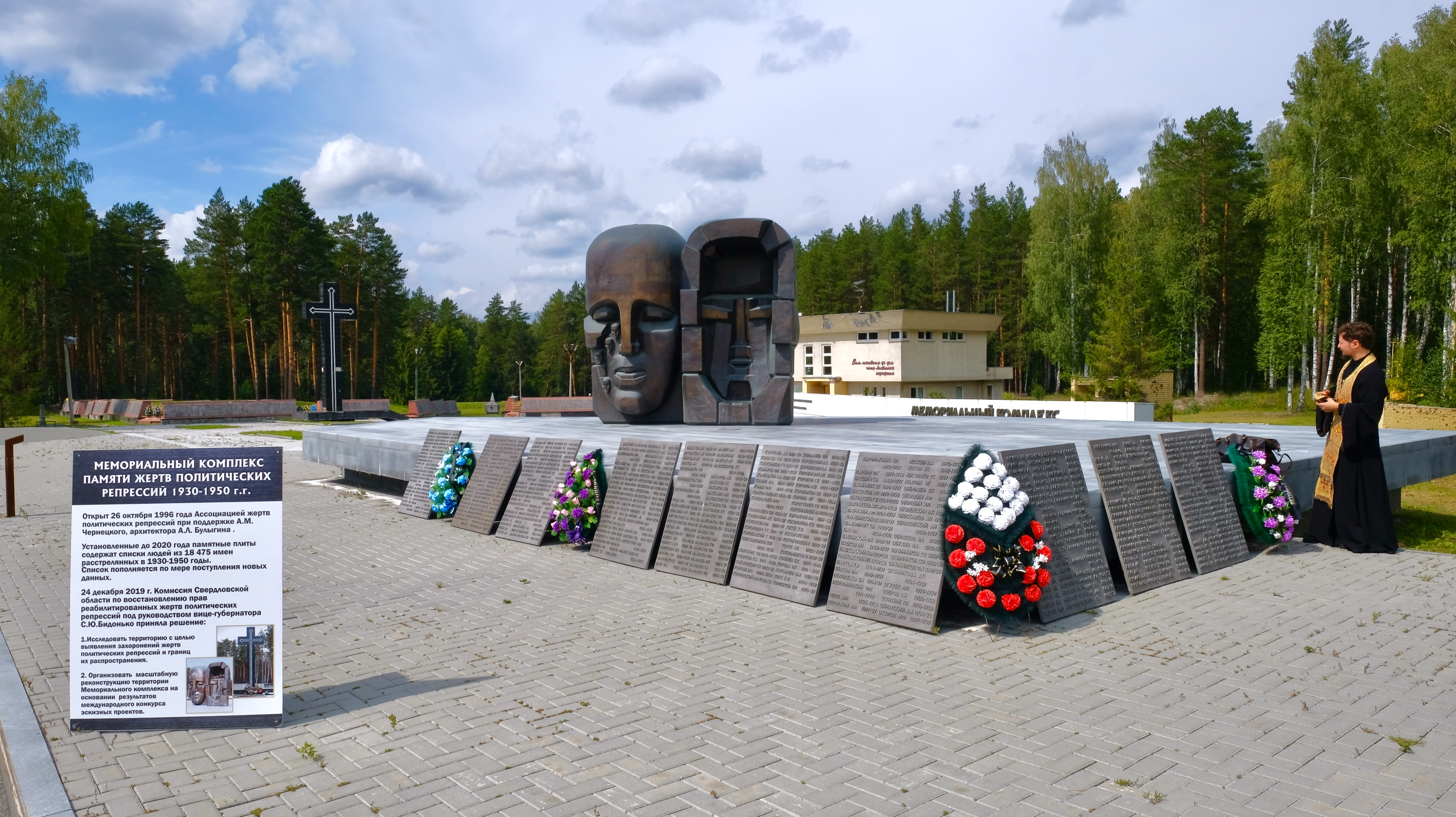
Освящение новых памятных плит у памятника в 2021 году

Памятник представляет собой трёхметровую бронзовую скульптуру весом 6 тонн. Это две женские маски, соединённые одна с другою. Памятник расположен недалеко от того места, где проходит граница между Европой и Азией. Одна маска «смотрит» в Европу — на Первоуральск. Вторая маска «смотрит» в Азию — в Екатеринбург. Из левого глаза каждой маски выпадают в виде «слёз» маленькие маски.
Памятник входит в мемориальный комплекс на 12-м километре Московского тракта. Он расположен прямо у трассы, соединяющей Екатеринбург и Первоуральск, так что виден людям из проезжающих мимо автомашин. Весь мемориальный комплекс находится вне черты Екатеринбурга, но с декабря 2016 года передан на баланс Музея истории Екатеринбурга, который принадлежит властям Екатеринбурга. В составе мемориального комплекса также присутствуют: «Знак трёх религий», плиты с именами расстрелянных, чей прах захоронен в этом месте, двухэтажное здание с музейной экспозицией. На плитах фамилии, инициалы и даты жизни 18 475 человек, расстрелянных в Свердловске в 1937—1938 годах.
Музей истории Екатеринбурга после получения комплекса начал научную работу по изучению политических репрессий. Музей собирает воспоминания репрессированных, записывая их устные рассказы. Потом рассказы расшифровываются (причем к участию в расшифровке привлекаются все желающие добровольцы). На их основе к октябрю 2017 года была подготовлена книга.
Сам мемориальный комплекс плохо приспособлен для проведения массовых мероприятий. Там нет даже навеса от солнца и дождя, вследствие чего были случаи, когда участники траурных церемоний (в том числе дети) падали в обморок.

## Транспорт
Автобусной остановки около памятника нет. Мимо памятника постоянно проходят автобусы, соединяющие Екатеринбург и Первоуральск. Однако они не останавливаются у мемориального комплекса. Недалеко от памятника (также на Московском тракте) расположен торгово-развлекательный центр МЕГА. К «МЕГЕ» из Екатеринбурга есть несколько автобусных маршрутов. Однако от МЕГИ до мемориального комплекса нет пешеходной дорожки.